# Victor Fleming
Victor Fleming   (Pasadena, 23 de febrer de 1889 - Cottonwood, 6 de gener de 1949) fou un director de cinema estatunidenc. Va ser el director d'Allò que el vent s'endugué i El màgic d'Oz, ambdues l'any 1939, entre moltes d'altres.

## Joventut
Victor Fleming va néixer al Banbury Ranch, prop del que actualment és La Cañada Flintridge, a Califòrnia. És fill d'Eva Hartman i William Richard Lonzo Fleming. Va treballar a la secció fotogràfica durant la Primera Guerra Mundial i va exercir de cap de fotografia amb el president Woodrow Wilson a Versalles, França.

## Carrera com a director
Victor Fleming va entrar en el món del cinema casualment. Després de fer un gran nombre de feines en diferents àrees (com a mecànic de bicicleta, taxista, mecànic), va conèixer el productor i director Allan Dwan al qual va servir com a xofer. De la mà de Dwan, Fleming comença a entrar en contacte amb el món del teatre i de la interpretació i, de fet, s'uneix a Douglas Fairbanks i John Emerson per realitzar alguns projectes. A més, va ser un dels càmeres d'Intolerance de D. W. Griffith el 1916.
A la Primera Guerra Mundial Fleming va ser el supervisor de les escenes aèries de Fairbanks i, posteriorment, seria el càmera personal del president nord-americà Woodrow Wilson a la Conferència de París. Així va ser com, el 1919, Fleming va obtenir els diners necessaris per realitzar el seu primer film When the Clouds Roll By. A partir d'aquí dirigí una sèrie de títols menors i no és fins a 1925 quan dirigí per a la Paramount, Lord Jim (1925). Durant aquests anys, llançà a la fama a diferents actors: Clara Bow amb la pel·lícula Mantrap, Emil Jannings amb The Way of All Flesh i Fleming li dona la primera oportunitat sonora a Gary Cooper a El virginià.
En la dècada dels 30 Fleming signà contracte amb la Metro-Goldwyn-Mayer, on impulsà Clark Gable a Red Dust (1932), i aconseguí un gran èxit amb Captains Courageous (1937) i El màgic d'Oz.
Però sens dubte serà recordat per a la posteritat per haver estat el director que finalment va aparèixer en els títols de crèdit d'Allò que el vent s'endugué. Una pel·lícula que fou aposta personal del productor David Selznick i que va passar per diferents mans abans d'arribar a les de Fleming, que la va acabar i per la qual va guanyar un Oscar a la millor direcció el 1939.
En la dècada següent, totes les pel·lícules de Fleming, excepte el seu últim projecte Joan of Arc (1948), van ésser un complet èxit. Especialment A Guy Named Joe amb Spencer Tracy i Irene Dunne. Quan va morir el gener de 1949, Fleming planejava la realització de La soga, que finalment va fer la 20th Century Fox el 1952 de la mà d'Alfred Hitchcock.

## Vida privada
Fou propietari de la finca Moraga a Bel-Air, Los Angeles, Califòrnia, aleshores un ranxo de cavalls. Entre els convidats que hi anaven destaquen Clark Gable, Vivien Leigh, Ingrid Bergman i Spencer Tracy.
Va morir sobtadament, quan es dirigia cap a un hospital de Cottonwood, Arizona, després de patir atac de cor el 6 de gener de 1949. La seva mort es va produir poc després d'acabar Joan of Arc (1948) amb Ingrid Bergman, una de les poques pel·lícules que no va fer per a MGM. Malgrat crítiques mixtes, la versió cinematogràfica de Fleming de la vida de Joana d'Arc va rebre set nominacions a l'Oscar, i en va guanyar dos.

## Filmografia parcial com a director
- Joan of Arc (1948)
- Adventure (1945)
- A Guy Named Joe (1943)
- Tortilla Flat (1942)
- Dr. Jekyll and Mr. Hyde (1941)
- Allò que el vent s'endugué (Gone with the Wind) (1939)
- El màgic d'Oz (The Wizard of Oz) (1939) (co-director)
- The Great Waltz (1938) (no surt als crèdits)
- Test Pilot (1938)
- Captains Courageous (1937)
- The Good Earth (1937) (no surt als crèdits)
- The Farmer Takes a Wife (1935)
- Reckless (1935)
- L'illa del tresor (Treasure Island) (1934)
- Bombshell (1933)
- The White Sister (1933)
- Red Dust (1932)
- The Wet Parade (1932)
- Around the World in 80 Minutes with Douglas Fairbanks (1931)
- Renegades (1930)
- Common Clay (1930)
- El virginià (The Virginian) (1929)
- The Wolf Song (1929)
- Abie's Irish Rose (1929)
- The Awakening (1928)
- The Rough Riders (1927)
- Hula (1927)
- The Way of All Flesh (1927)
- Mantrap (1926)
- The Blind Goddess (1926)
- Lord Jim (1925)
- A Son of His Father (1925)
- Adventure (1925)
- The Devil's Cargo (1925)
- Code of the Sea (1924)
- Empty Hands (1924)
- The Call of the Canyon (1923)
- To the Last Man (1923)
- Law of the Lawless (1923)
- Dark Secrets (1923)
- Anna Ascends (1922)
- Red Hot Romance (1922)
- The Lane That Had No Turning (1922)
- Woman's Place (1921)
- Mama's Affair (1921)
- The Mollycoddle (1920)
- When the Clouds Roll By (1919)